# Football en Ukraine

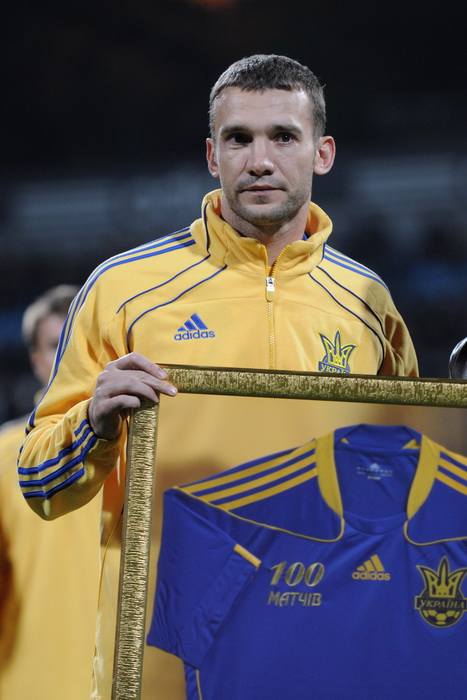
Andriy Shevchenko, joueur emblématique de l'équipe d'Ukraine de football.

Le football en Ukraine est le principal héritier du football soviétique, outre la Russie, qui était l'un des sports des plus populaires. 
Les clubs les plus célèbres sont le Chakhtar Donetsk, le Metalist Kharkiv, le FK Dnipro, le Dynamo Kiev et le Tchornomorets Odessa.